# نبیل (دهانه)
نبیل یک دهانه برخوردی در ماه‌ است.